# Sofia Carson
Sofia Lauren Daccarett Char (Fort Lauderdale, 10 de abril de 1993) é uma atriz, cantora, dubladora, compositora e dançarina estadunidense. Ela é mais conhecida pelos seus papéis como Evie em Descendants, Cassie em Purple Hearts, Lola em Adventures in Babysitting, April em Feel The Beat e Sara em Songbird

## Biografia
Carson nasceu em Fort Lauderdale, Flórida, tem uma irmã mais nova chamada Paulina Daccarett Char, e é filha de José F. Daccarett e Laura Char Carson que haviam se mudado para a Colômbia. Através de sua mãe, Carson está relacionada com a família Char de Políticos Colombianos. Sofia é fluente em inglês, francês e espanhol. Ela frequentou a St. Hugh School e se formou na Carrollton School em Miami. Posteriormente, frequentou a UCLA, especializando-se em comunicação.Sofia é irmã-de-criação de Ella Anderson, pois a mãe de Sofia Carson era prima de quinto-grau do pai da Ella.
Com 3 anos de idade, Carson começou a fazer sua carreira de dança. Por dezessete anos, ela treinou ballet, pointe, jazz, dança de teatro musical, hip hop, flamenco, moderna, contemporânea e sapateado. Em 2001, Carson estrelou na sua primeira produção musical como Dorothy do “Mágico de Oz” no Teatro Riviera em Miami. Um ano depois, ela foi aceita na Universidade de Teatro Musical de Verão de Miami Intensiva, onde ela treinou dança e performance vocal, e realizando em vários musicais durante todo o verão. Ela já competiu em várias renomadas Competições de Dança Nacional, tais como Star Power, Onstage, e Hall of Fame, onde ela ganhou prêmios de desempenho superior (por dança, performance vocal, teatro musical, e atuar) tais como First Place Award (para o grupo e performance solo), Triple Threat Award, e Broadway Diva Award, para citar alguns. 

## Carreira

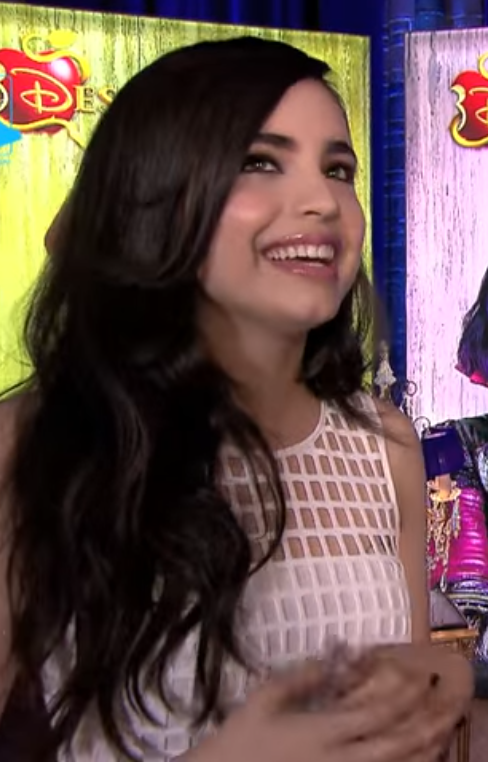
Sofia em 2015.

### 2012–2015: Início da carreira
Em 2012, Carson assinou como uma cantora e compositora de BMI. Em 2014, Sofia fez sua primeira aparição no Disney Channel, interpretando a personagem Chelsea na série Austin & Ally. No mesmo ano, Carson fez o papel de Soleil em dos episódios na série Faking It da MTV.
Em 2015, Sofia conseguiu seu primeiro papel de destaque, como Evie Grimhilde, a filha da Rainha Má no filme original do Disney Channel Descendentes, ao lado de Dove Cameron, Booboo Stewart e Cameron Boyce. O filme foi um sucesso, se tornando o quinto filme original mais assistido na história tv a cabo. Além da trilha sonora que chegou ao primeiro lugar da Billboard 200. 
No mesmo ano, Sofia teve uma passagem pela América Latina, gravando em espanhol participações na telenovela Soy Luna (Argentina) e na versão do programa Pijama Party (Brasil), em ambos como ela mesma. Sofia também fez uma participação no filme Tini: Depois de Violetta, interpretando Melanie Sánchez, antagonista que tenta atrapalhar o relacionamento de León (Jorge Blanco) e Violetta (Martina Stoessel), gerando rumores maliciosos que figuram entre os motivos da fuga de Violetta para a Itália no início da trama.

### 2016–2017:Adventures in Babysitting,CinderelaeDescendentes 2
Em 2016, Carson foi adicionada à lista de artistas da Hollywood Records, para gravação de seu primeiro álbum. No mesmo ano, Carson estrelou o filme Adventures in Babysitting ao lado de Sabrina Carpenter, interpretando a personagem Lola. Ainda em 2016, interpretou a jovem Tessa Golding no filme musical A Cinderella Story: If The Shoe Fits, a quarta continuação da franquia A Cinderella Story.
Em 2017, Sofia voltou a interpretar Evie em Descendentes 2, dessa vez enfrentando a filha da vilã Ursula, interpretada pela atriz China Anne McClain. 

### 2018–2019:Descendentes 3ePretty Little Liars: The Perfectionists
Em 29 de janeiro de 2018, Sofia foi confirmada como uma das protagonistas da série Pretty Little Liars: The Perfectionists, interpretando a personagem Ava Jalali. A série estreou em março de 2019 no canal Freeform, mas seu cancelamento foi anunciado em setembro do mesmo ano.
Em 2 de agosto de 2019, estreou nos Estados Unidos Descendentes 3, e Sofia volta a interpretar a personagem Evie. Em julho do mesmo ano, foi anunciado que Carson interpretaria o papel de April no novo filme de dança da Netflix, Feel the Beat.
Em agosto de 2019, Carson foi designada como a primeira embaixadora global da Fundação Cultural Latin GRAMMY. Seu papel inclui advogar, promover e aumentar a conscientização sobre a missão e os programas educacionais da fundação. Desde sua criação, há cinco anos, a fundação doou mais de 5 milhões de dólares em bolsas de estudo, doações de instrumentos musicais e eventos educacionais nos Estados Unidos e na Ibero-América.

### 2020–presente:Feel the Beat
Em Janeiro de 2020, Carson foi nomeada como a nova embaixadora global da marca de produtos de beleza Revlon. Em junho do mesmo ano, Feel the Beat, filme em que Sofia Carson interpreta uma professora de dança, estreou na Netflix.
Em 2022 também na Netflix estreou o filme Purple Hearts que rapidamente ficou em top 1 como mais assistido em diversos países ao redor do mundo. No filme ela interpreta a aspirante a cantora Cassie, e inclusive compôs algumas das músicas da trilha sonora.

## Filmografia

### Filmes
| Ano  | Título                               | Papel                               | Notas                                    |
| ---- | ------------------------------------ | ----------------------------------- | ---------------------------------------- |
| 2015 | Descendants                          | Evie                                | Telefilme do Disney Channel              |
| 2016 | Tini: Depois de Violetta             | Melanie Diaz                        |                                          |
| 2016 | A Cinderella Story: If the Shoe Fits | Tessa Golding/Bella Snow/Cinderella | Lançado em DVD e download digital        |
| 2016 | Adventures in Babysitting            | Lola Perez                          | Telefilme do Disney Channel              |
| 2017 | Descendants 2                        | Evie                                | Telefilme do Disney Channel              |
| 2019 | Descendants 3                        | Evie                                | Telefilme do Disney Channel              |
| 2020 | Feel The Beat                        | April Dibrina                       | Principal; Original Netflix              |
| 2020 | Songbird                             | Sara                                | Principal; Filme direto para Prime Vídeo |
| 2021 | My Little Pony: A New Generation     | Pipp Petals                         |                                          |
| 2022 | Purple Hearts                        | Cassie                              | Produtora Executiva                      |
| 2024 | Carry-On                             | Nora Parisi                         | [ 27 ]                                   |
| TBA  | The Life List                        | Alex                                |                                          |
| TBA  | My Oxford Year                       | Anna                                |                                          |

### Televisão
| Ano       | Título                                                 | Personagem              | Notas                                                                                    |
| --------- | ------------------------------------------------------ | ----------------------- | ---------------------------------------------------------------------------------------- |
| 2014      | Austin & Ally                                          | Chelsea                 | Episódio: Princesses & Prizes                                                            |
| 2014      | Faking It                                              | Soleil                  | Episódio: "We Shall Overcompensates" "Faking Up Is Hard to Do" (Temporada 1, Episódio 7) |
| 2015-2017 | Descendants: Wicked World                              | Evie                    | Voz original                                                                             |
| 2016      | Pijama Party                                           | Ela mesma               | Participação                                                                             |
| 2016      | Walk the Prank                                         | Ela mesma               | Episódio: "Adventures in Babysitting"                                                    |
| 2016      | Disney Parks Presents: Descendants Holiday Celebration | Ela mesma               | Performance musical                                                                      |
| 2016-2018 | Soy Luna                                               | Ela mesma               | Participação                                                                             |
| 2017      | Radio Disney Music Awards 2017                         | Ela mesma               | Apresentadora                                                                            |
| 2017      | Spider-Man                                             | Keemia Marko / Sandgirl | Voz original (2 episódios)                                                               |
| 2017      | Snow White 80th anniversary celebration                | Ela mesma               | Performance musical                                                                      |
| 2018      | Famous in Love                                         | Sloane Silver           | Participação (2ª Temporada)                                                              |
| 2018      | Hocus Pocus 25th Anniversary Halloween Bash            | Ela Mesma               | Performance musical                                                                      |
| 2018      | Mickey 90th Anniversary                                | Ela Mesma               | Performance musical                                                                      |
| 2019      | Celebrity Family Feud                                  | Ela Mesma               | Concorrente                                                                              |
| 2019      | Pretty Little Liars: The Perfectionists                | Ava Jalali              | Principal                                                                                |
| 2019      | Wicked Woods: A Descendants Halloween Short Story      | Evie                    | Voz original, curta stop motion                                                          |
| 2020      | Elena de Avalor                                        | Maliga                  | Voz original, Episódio: "The Birthday Cruise"                                            |
| 2020      | MTV Video Music Awards de 2020                         | Ela Mesma               | Apresentou a categoria ''Video for Good''(Vídeo Pelo Bem)                                |
| 2020      | The Disney Family Singalong                            | Ela Mesma               | Especial de televisão                                                                    |
| 2020      | Group Chat                                             | Ela Mesma               | Episódio: "Confetti Clean Up                                                             |
| 2020      | Descendants: The Planning of the Royal Wedding         | Evie                    | Voz original                                                                             |
| 2021      | Descendants: The Royal Wedding                         | Evie                    | Voz original                                                                             |

## Discografia

### Singles Promocionais
| Título | Ano  | Álbum                                                        |
| --- | ---- | ------------------------------------------------------------ |
| "Rotten to the Core" (com Dove Cameron,Booboo Stewart e Cameron Boyce)                                                  | 2015 | Descendants                                                  |
| "Good is the new Bad" (com China Anne McClain e Dove Cameron)                                                           | 2015 | Descendants                                                  |
| "I'm Your Girl" (com Dove Cameron)                                                                                      |      | Descendants                                                  |
| "Love Is the Name" (com J Balvin ou solo)                                                                               | 2016 | Single                                                       |
| "Wildside" (com Sabrina Carpenter)                                                                                      | 2016 | Your favorites songs from 100 Disney Channel Original Movies |
| "I'm Gonna Love You" | 2016 | Single                                                       |
| "Rather Be With You" (com Sarah Jeffery, Dove Cameron)                                                                  | 2016 | Descendants 2                                                |
| "Better Together" (com Dove Cameron)                                                                                    | 2017 | Descendants 2                                                |
| "Chillin' Like a Villain" (com Booboo Stewart, Cameron Boyce e Mitchell Hope)                                           | 2017 | Descendants 2                                                |
| You and Me (com Dove Cameron, Cameron Boyce, Booboo Stewart, Mitchell Hope and Jeff Lewis)                              | 2017 | Descendants 2                                                |
| "Back to Beautiful" | 2017 | Single                                                       |
| "Ins and Outs" | 2017 | Single                                                       |
| "Rumors" (com R3HAB) | 2018 | The Wave                                                     |
| "Different World" (com Alan Walker, k-391 & CORSAK)                                                                     | 2018 | Different World                                              |
| "San Francisco" (com Galantis)                                                                                          | 2018 | Single                                                       |
| "Good to Be Bad" (com Dove Cameron, Booboo Stewart e Cameron Boyce)                                                     | 2019 | Descendants 3                                                |
| "Night Falls" (with Dove Cameron, Cameron Boyce, Booboo Stewart, China Anne McClain, Thomas Doherty and Dylan Playfair) | 2019 | Descendants 3                                                |
| "I Luv U" (com R3HAB)                                                                                                   | 2019 | Single                                                       |
| "Grey Area" (com Grey)                                                                                                  | 2019 | Single                                                       |
| "Miss u More Than u Know" (com R3HAB)                                                                                   | 2020 | Single                                                       |
| Hold on to Me | 2020 | Single                                                       |
| Fool's Gold | 2021 | Sofia the Album                                              |
| He Loves Me, But.. | 2021 | Sofia the Album                                              |
| Loud | 2022 | Sofia the Album                                              |
| It's Only Love, Nobody Dies                                                                                             | 2022 | Sofia the Album                                              |
| Come Back Home | 2022 | Purple Hearts                                                |
| I hope you know | 2024 | I hope you know                                              |
| Joke's on me | 2024 | Joke's on me                                                 |
| |      |                                                              |

Álbuns
Sofia Carson 
Purple Hearts(original soundtrack)

## Ver Também
- Descendants
- Descendants: Wicked World

## Ligações Externas
- Sofia Carson no X
- Sofia Carson. no IMDb.
- Sofia Carson no Facebook
- Sofia Carson no Instagram